# Білл Барнет
Білл Барнет  (англ. Bill Burnett)  – доцент-консультант Стенфордського університету, ад'юнкт-викладач Програми дизайну. Працює на кафедрі машинобудування. Розробив широкий спектр продуктів, відзначених нагородами «Apple PowerBooks», зокрема є автором фігурок «Hasbro Star Wars».

## Біографія
Закінчив Стенфордський університет (1975-1982). 
Працював програмним менеджером в компанії Apple (1989-1996). 
З 1996 по 2004 рік займає посаду президента «D2M Inc».
Є виконавчим директором Програми дизайну, де керує бакалавратом та магістратурою, щорічно консультує понад 70-100 студентів. Також є директором академічного курсу «Майстри інновацій: курси дизайнерського мислення і мистецтва інновацій» Стенфордського центру професійного розвитку. Навчає принципам дизайнерського мислення для лідерів бізнесу і осіб, що приймають рішення. Допомагає студентам ставати лідерами та не боятись брати на себе відповідальність. Більшість його лекцій - на тему лідерства та залучення людей до процесу проектування.
Входить до ради директорів VOZ, компанії-виробника із Чилі, яка займається продукуванням традиційного американського текстилю ручної роботи - унікальних предметів одягу з вовни, хутра альпаки та шовку. 
У 2018 році його книгу «Дизайн-мислення. Спроектуй своє життя» (у співавторстві з Дейвом Евансом) перекладено та опубліковано в Україні - видавництвом «Наш Формат». У своїй роботі Білл та його колега Дейв Еванс стверджують, що дизайнерське мислення може допомогти переосмислити життя, незалежно від віку, обставин чи минулого досвіду. Пропонують спроектувати майбутнє з погляду дизайнера, що в майбутньому приведе до високих результатів у кар’єрі й особистому житті. Діляться методами вирівнювання «життєвих» поглядів з «робочими» поглядами, а також інструментами, з допомоги яких можна визначити, що вам дає енергію, а що лише виснажує.
Сьогодні практики книги широко застосовні в таких компаніях, як «IDEO», «IBM» і «Apple».

## Переклад українською
- Білл Барнет. Дизайн-мислення. Спроектуй своє життя / Білл Барнет, Дейв Еванс / пер. Валерія Глінка. — К.: Наш Формат, 2018. — 224 с. — ISBN 978-617-7552-20-7.